# Arthur Smolianinov
Arthur Sergueïévitch Smolianinov (en russe : Артур Сергеевич Смольянинов) est un acteur russe de théâtre et de cinéma, né le 27 octobre 1983 à Moscou.

## Biographie
Arthur Smolianinov naît le 27 octobre 1983 à Moscou. Il passe son enfance et son adolescence à Korolev, ville de l'oblast de Moscou située à 9 km au nord-est de la capitale. Sa mère, Maria Vladimirovna Smolianinova, est peintre et professeur de dessin. Il a un frère et une sœur, plus jeunes que lui.
Arthur commence très tôt sa carrière d'acteur. C'est Valery Priomykhov qui lui ouvre les portes du cinéma en lui donnant l'un des deux rôles principaux de son film Qui, sinon nous, sorti en 1998. Il a 14 ans au moment du tournage. La rencontre avec Priomykhov, homme exceptionnel, a radicalement changé le cours de la vie du jeune adolescent, auquel Valéri a beaucoup donné. Arthur a d'ailleurs très mal vécu la disparition du réalisateur. Qui, sinon nous illustre le parcours futur du jeune acteur, qui va de succès en succès après ce premier rôle important.
Après avoir terminé ses études secondaires à 16 ans, en cours par correspondance, il s'inscrit à l'Académie russe des arts du théâtre (RATI), pour suivre une formation d'acteur. Il y a pour enseignant le metteur en scène et pédagogue Léonid Kheïfets. En 2004, Arthur est diplômé avec les honneurs, et compte déjà une douzaine d’œuvres pour le cinéma ou la télévision à son actif.
Tout de suite après ses débuts remarqués dans Qui, sinon nous il joue dans le film d'action Le Triomphe. Il commence à se faire connaitre du très grand public grâce à son interprétation du soldat Féroce (Liouty, en russe : Лютый), dans la superproduction Le 9e escadron, sur la guerre d'Afghanistan. Mais il devient réellement populaire et attire une foule de fans à la suite du rôle tenu dans la série télévisée Le signe secret. Cette série traite des problèmes que rencontre la jeunesse russe actuelle : la consommation de drogues, les dérives sectaires, le néonazisme...
Il n'est pas étonnant qu'il soit devenu si populaire en Russie, voire au-delà des frontières.
En 2006, Arthur Smolianinov rejoint la troupe du Théâtre contemporain de Moscou. Il est admis grâce à son interprétation du père, dans la pièce intitulée Histoires de famille, de la dramaturge serbe Biljana Srbljanović. Pour la deuxième pièce, il joue le cavalier à la retraite, Viktor Arkaditch Vikhorev, dans la comédie Ne t'assieds point dans le traîneau d'autrui d'Alexandre Ostrovski.
Arthur Smolianinov est l'interprète de grands auteurs du répertoire classique (de Tchekhov à Shakespeare, en passant par Maeterlinck), ou contemporain.
En 2022, il rejoint le projet Poète et citoyen lancé par la chaîne de télévision Dojd où il lit les textes politiques et satiriques en vers qui imitent les grands classiques de littérature russe comme Pouchkine, Nekrassov, Essénine, Tchoukovski, Simonov et les auteur-compositeurs populaires comme Boulat Okoudjava, Vladimir Vyssotski, Leonid Filatov - les auteurs de ces textes sont Dmitri Bykov et Andreï Orlov. Les cibles principales de ces moqueries sont le tandem Poutine-Medvedev, la "verticale du pouvoir", le néo-tsarisme et l'oligarchie russe. 
Il se prononce contre l'Invasion de l'Ukraine par la Russie en 2022. En octobre 2022, une procédure administrative est ouverte contre l'acteur pour « discrédit de l'armée » ; en janvier 2023, Aleksandr Bastrykine ordonne l'ouverture d'une procédure pénale contre l'acteur en raison de déclarations anti-guerre.
Smolianinov quitte la Russie en automne 2022 et s'installe en Lettonie.
Le 13 janvier 2023, il est reconnu en Russie comme agent étranger. 
Il est membre du conseil d'administration du fonds Offre la vie créé par les deux actrices Tchoulpan Khamatova et Dina Korzoun, qui aide les enfants atteints d'hémopathies malignes. Il a plusieurs fois pris part à des actions de bienfaisance et est très apprécié des enfants.
Arthur est un supporter inconditionnel du Spartak de Moscou.

## Rôles au théâtre

### Théâtre contemporain de Moscou, Sovremennik
- « Les Trois Sœurs », d'Anton Tchekhov, le Capitaine Vassili Vassilievitch Saliony
- « Antoine&Cléopatre. Version », adapté de William Shakespeare, par Oleg Bogaïev et Kirill Serebrennikov, Pompée et un messager
- « Une fois de plus, sur les habits neufs de l'empereur », de Léonid Filatov, le Roi du Danemark
- « La Princesse Maleine », de Maurice Maeterlinck, le roi Hjalmar
- 2008 : « L'orgue de Barbarie », d'Andreï Platonov, Ievseï
- 2009 : « Spectacle », de Mikhaïl Pokrass, Max (Laert)
- 2009 : « Mourlin Mourlo », de Nikolaï Koliada, Mikhaïl
- 2010 : « Gentlemen », du prince Aleksandr Soumbatov-Ioujine, Larion Rydlov

## Filmographie partielle
- 1998 : Qui, sinon nous (Кто, если не мы) de Valery Priomykhov : Toliassik
- 2000 : Le Triomphe (Триумф) d'Oleg Pogodine : Knysh
- 2003 : Le Costume (Шик) de Bakhtiar Khudojnazarov : Geka
- 2004 : Mars (Марс) d'Anna Melikian : Grigori
- 2004 : Papa (Папа) de Vladimir Machkov : Lentchik
- 2004 : Bataillon pénal (Штрафбат) de Nikolaï Dostal : officier allemand
- 2005 : Le 9e escadron (9 рота) de Fiodor Bondartchouk : Oleg Lioutaïev dit Liouty
- 2006 : Canicule (Жара) de Rezo Gigineishvili : Arthur
- 2007 : 1612 de Vladimir Khotinenko : Kostia
- 2009 : Le Livre des Maîtres (Книга мастеров) de Vadim Sokolovski : Yangul
- 2010 : Soleil trompeur 2 (Утомлённые солнцем 2: Предстояние) de Nikita Mikhalkov : Iourka
- 2010 : Nouvel An  (Ёлки) de Timour Bekmambetov : Liokha Zaïtsev
- 2011 : Soleil trompeur 3 (Утомлённые солнцем 2: Цитадель) de Nikita Mikhalkov : Iourka
- 2011 : Cinq fiancées (Пять невест) de Karen Oganessian : lieutenant Vadim Dobromyslov
- 2011 : The Darkest Hour (Crépuscule) de Chris Gorak : Youri
- 2012 : Mon copain est un Ange (Мой парень — ангел) de Vera Storozheva : Séraphin
- 2012 : La Garde Blanche  (Белая гвардия)  de Sergueï Snezhkine (série télévisée) : adjudant Boïko
- 2013 : Huit (Восьмёрка) d'Alekseï Outchitel : Bouts
- 2020 : Kalachnikov (Калашников) de Konstantin Bouslov : Lyoutyi

## Doublage
- 2011 — Ivan Tsarevitch et le loup gris (Иван Царевич и Серый волк) dessin animé de Vladimir Toroptchine : loup gris
- 2017 — Bigfoot Junior film d'animation de Ben Stassen et Jérémie Degruson